# Ali Selmi
Ali Selmi je tuniški nogometni trener. Gotovo pa cijelu svoju trenersku karijeru, Selmi je proveo trenirajući tunišku AS Marsu.
Također, nakratko je bio i izbornik Tunisa. Naime, tadašnji tuniški izbornik Henry Kasperczak je na SP-u u Francuskoj 1998. ubilježio dva poraza u skupini (2:0 od Englske te 1:0 od Kolumbije). Time je Tunis izgubio svaku mogućnost daljnjeg igranja. Smijenjen poljski trener a kao njegova privremena zamjena je postavljen Ali Selmi. On je vodio Tunis na posljednjoj utakmici skupine protiv Rumunjske koja je završena s 1:1. Ubrzo je i on smijenjen te je kao novi izbornik doveden Francesco Scoglio.

## Vanjske poveznice
- Profil Ali Selmija